# بیلی مردیث
ویلیام هنری مردیث (انگلیسی: William Henry Meredith؛ ۳۰ ژوئیهٔ ۱۸۷۴ – ۱۹ آوریل ۱۹۵۸) بازیکن فوتبال ولزی بود. او به عنوان اولین ستاره های فوتبال به واسطه ی عملکردش مخصوصا در باشگاه فوتبال منچستر یونایتد، باشگاه فوتبال نورتویچ ویکتوریا، و باشگاه فوتبال منچستر سیتی به شمار می رود. مهارت اصلی او در دریبل زنی و پاس دادن و شوت زدن بود. او یک ورزشکار متعهد و با بدنی ورزیده بود که جوییدن خلال دندان از عادت های او در هنگام بازی بودو موجب می شد که او به راحتی از دیگران قابل تشخیص باشد. 